# IS-LM 모형

IS-LM 모형(영어: IS–LM model)은 거시경제에서의 이자율과 국민소득과의 관계를 분석하는 경제모형이다. 현재 물가(P)가 고정되어 있다는 가정하에 한 경제 주체의 국민소득(Y)를 구하는 데 목적이 있다. 한 경제가 어떻게 이루어지며, 변동하는지에 대해 알아보는 것이 분석의 목적이지만, 궁극적으로는 정부의 재정 정책(fiscal policy)과 통화 정책 (monetary)의 효과와 그 영향을 살펴보는 데 의의가 있다. IS곡선은 시장에서 모든 재화와 서비스를, 그리고 LM곡선은 화폐시장에서의 수요와 공급이 총 생산(Y) 와 이자율(r)에 따라 어떻게 변화하는지를 나타내는 곡선이다.

## 의의
IS-LM모형은 이자율과 상품과 재화의 생산과 화폐시장에 대한 거시경제학적인 도구이다. IS곡선과 LM곡선의 교차점에서는 모든 시장이 동시에 균형이 되는 것을 의미하는 일반균형이 성립한다. IS곡선에서의 IS는 투자(Investment)와 저축(Saving)을 의미하고 LM곡선에서의 LM은 유동성 선호(Liquidity preference)와 화폐 공급(Money supply)을 의미한다. 그리고 IS-LM모형은 개방경제에서 먼델-플레밍 모형으로 확장될 수 있다.

## IS곡선
IS 곡선이란 생산물(재화) 시장의 균형을 달성하는 소득과 이자율의 조합을 ({\displaystyle Y}, {\displaystyle r})평면에 나타낸 것을 말한다. 생산물 시장의 균형은 생산물 시장의 유효수요(소비＋투자)와 공급이 일치하는 것이다. 소비는 국민소득－저축이므로, 수요와 공급이 일치하는 점에서는 투자와 저축이 반드시 같아진다. (케인즈의 기본모형으로도 설명 가능하다. 케인즈는 대부시장보단 화폐시장에 관심을 가졌고 총수요에 의해서 총공급이 결정된다고 보았다.)
유효수요 (Yd) ＝ 소비 (C) + 투자 (I)
총공급 (Ys) ＝ 국민소득 (Y)
C ≡ Y − 저축 (S) 이므로 Y = C + S이며,
생산물 시장의 균형 조건은 Yd = Ys에서 C + I = C + S, 즉 I (투자) ＝ S (저축)
이자율이 내려가면, 저축을 하는 것보다 투자를 하는 것이 이익이 되기 때문에 투자가 증가하고, 투자의 증가분에 따른 승수효과에 의해 유효수요가 증가한다. 이에 따라 생산물 시장의 새로운 균형점에서는 국민소득이 증가하게 된다.
균형을 이루고 있는 점에서는 반드시 저축이 투자와 일치하기 때문에, 이자율 감소에 따른 투자의 증가분이 저축의 증가분과 같아질 때, 생산물 시장은 균형을 이루게 된다.
이 지점에서의 이자율과 국민소득의 조합을 보여주는 곡선을 IS 곡선이라고 한다. 이 곡선은, 세로축에는 이자율, 가로축에는 국민소득을 놓고, 특별한 경우를 제외하면 우하향하는 곡선이 된다.
만약 경제가 IS 곡선의 좌측에 있다면, 이자율의 감소로 투자가 증가하거나 국민소득의 감소에 따라 저축이 감소할 것이다. 따라서 S < I 가 되어, 초과수요가 발생하게 된다. 반대로 IS 곡선의 우측에 위치한 상태라면 생산물에 대한 초과공급이 발생하고 있는 것이다. 즉, 경제가 IS 곡선 상에 있지 않은 경우는 균형을 이루지 않고 있다는 것이다.
또한, 투자의 이자율 탄력성이 클수록 IS 곡선의 기울기는 완만해진다. 또 이자율이 일정할 때, 투자(I)가 증가(또는 승수 값의 증가)하거나, 소비(C), 정부지출(G), 순수출(NX)이 증가에 따른 총수요(I + C + G + NX)가 커지면 IS 곡선은 오른쪽으로 이동한다.
또한 총수요(I + C + G + NX)에서 소비C=C0+C1*(Y-T) 즉 소비=독립적 소비지출 + 한계소비성향*가처분소득으로 나타낼 수 있는데 이때 T(세금) 이 줄어들어도 가처분 소득이 늘어나 총수요를 증가시킴으로 IS커브를 우측으로 이동 시킨다.

## LM곡선
LM 곡선이란 화폐시장의 균형이 달성되는 국민소득 Y 와 이자율 r의 조합을 나타낸 것이다. 화폐공급량은 중앙은행(한국은행)이 관리하는 화폐(본원통화)의 크기뿐만 아니라, 은행의 신용창출 정도에 따라 결정된다. 한편, 화폐의 수요는 물건을 살 때 사용하기 위한 거래 수요(국민소득의 증가함수)나, 채권 보유에 따른 손실을 막기 위해 화폐를 보유하려는 투기적 수요(이자율의 감소함수)로 구성된다.
화폐수요량 (L) = 거래 수요 (L1) + 투기적 수요 (L2)
화폐 시장의 균형 조건은
실질 화폐 공급량 (Ms) = L(Y, r) = L1(Y) + L2(r)
국민소득이 늘어나면, 거래 수요에 따른 화폐의 수요가 높아진다. 이 때, 정해진 화폐 공급량에서 화폐의 공급과 수요를 일치시키려면, 투기적 수요에 따른 화폐의 수요를 감소시켜야 한다. 이는 채권 가격이 떨어져, 이자율이 올라가게 함으로써 달성된다.
이 때 국민소득과 이자율의 조합을 IS 곡선과 같이 세로축에 이자율, 가로축에 국민소득을 두고 그리면 특별한 경우를 제외하고 우상향하는 곡선이 된다.
만약 경제가 LM 곡선 좌측에 있다면, 이자율이 높아져 화폐의 투기적 수요가 줄어들거나, 국민소득 수준이 낮아져 거래 수요가 줄어들기 때문에 화폐의 초과공급이 발생한다. 반대로 경제가 LM 곡선의 우측에 있는 경우에는, 화폐의 초과수요가 발생하는 것이다.
또한, 화폐 수요의 이자율 탄력성이 커질수록 LM 곡선의 기울기는 완만해진다. 실질 화폐 공급량 (명목 화폐 공급량 / 가격)의 증가는 LM 곡선을 오른쪽으로 이동시킨다.

## 같이 보기
- 먼델-플레밍 모형